# Guineoeuops
Guineoeuops es un género de coleóptero de la familia Attelabidae.

## Especies
Las especies de este género son:
- Guineoeuops breyniae
- Guineoeuops wallacei
- Guineoeuops zimmii
- Guineoeuops asekianus
- Guineoeuops batantae
- Guineoeuops cyclopensis
- Guineoeuops deceptus
- Guineoeuops kukukukus
- Guineoeuops lani
- Guineoeuops lobipes
- Guineoeuops reticulatus
- Guineoeuops simulans
- Guineoeuops vulgaris
- Guineoeuops angulithorax
- Guineoeuops balkei
- Guineoeuops buergersi
- Guineoeuops flyensis
- Guineoeuops japensis
- Guineoeuops kutubus
- Guineoeuops mysolensis
- Guineoeuops parangulithorax
- Guineoeuops wei